# Polycesta
Polycesta  (лат.) — род жуков-златок из подсемейства Polycestinae. Известно около 60 видов, распространённых в Африке, Австралии и Америке.